# Akdong Musician/Diskografie
Diese Diskografie ist eine Übersicht über die musikalischen Werke des südkoreanischen K-Pop-Duos Akdong Musician (AKMU). Die beiden Geschwister Lee Chan-hyuk und Lee Su-hyun stehen bei YG Entertainment unter Vertrag. Sie debütierten 2014 mit dem Album Play.

## Alben

### Studioalben
| Jahr | Titel Musiklabel                     | Höchstplatzierung, Gesamtwochen, AuszeichnungChartsChartplatzierungen (Jahr, Titel, Musiklabel, Platzierungen, Wochen, Auszeichnungen, Anmerkungen) | Anmerkungen                                            |
| Jahr | Titel Musiklabel                     | KR | Anmerkungen                                            |
| ---- | ------------------------------------ | --- | ------------------------------------------------------ |
| 2014 | Play YG Entertainment, Genie Music   | KR1 (69 Wo.)KR | Erstveröffentlichung: 7. April 2014 Verkäufe: + 37.541 |
| 2017 | Winter YG Entertainment, Genie Music | KR8 (17 Wo.)KR | Erstveröffentlichung: 3. Januar 2017 Verkäufe: + 8.295 |
| 2019 | Sailing YG Entertainment, YG Plus    | KR4 (11 Wo.)KR | Erstveröffentlichung: 25. September 2019               |

### Livealben
- 2020: AKMU ’Sailing’ Tour Live

### EPs
| Jahr | Titel Musiklabel                      | Höchstplatzierung, Gesamtwochen, AuszeichnungChartsChartplatzierungen (Jahr, Titel, Musiklabel, Platzierungen, Wochen, Auszeichnungen, Anmerkungen) | Anmerkungen                                          |
| Jahr | Titel Musiklabel                      | KR | Anmerkungen                                          |
| ---- | ------------------------------------- | --- | ---------------------------------------------------- |
| 2016 | Spring YG Entertainment + Genie Music | KR7 (23 Wo.)KR | Erstveröffentlichung: 4. Mai 2016 Verkäufe: + 11.172 |
| 2021 | Next Episode YG Entertainment         | KR6 (4 Wo.)KR | Erstveröffentlichung: 26. Juli 2021                  |
| 2024 | Love Episode YG Entertainment         | KR25 (1 Wo.)KR | Erstveröffentlichung: 3. Juni 2024                   |

### Single-Alben
- 2017: Summer Episode
- 2023: Love Lee

## Singles

### Als Leadmusiker
| Jahr | Titel Album                                                                                                 | Höchstplatzierung, Gesamtwochen, AuszeichnungChartsChartplatzierungen (Jahr, Titel, Album, Platzierungen, Wochen, Auszeichnungen, Anmerkungen) | Anmerkungen                                                         |
| Jahr | Titel Album                                                                                                 | KR | Anmerkungen                                                         |
| --- | --- | --- | ------------------------------------------------------------------- |
| 2014 | 200% Play                                                                                                   | KR1 (19 Wo.)KR | Verkäufe: + 1.436.302                                               |
| 2014 | Melted (얼음들) Play                                                                                        | KR5 (11 Wo.)KR | Verkäufe: + 772.662                                                 |
| 2014 | Give Love Play                                                                                              | KR4 (16 Wo.)KR | Verkäufe: + 1.068.882                                               |
| 2014 | Time and Fallen Leaves (시간과 낙엽) –                                                                      | KR1 (12 Wo.)KR | Verkäufe: + 722.351                                                 |
| 2016 | Re-Bye Spring                                                                                               | KR1 (14 Wo.)KR | Verkäufe: + 941.779                                                 |
| 2016 | How People Move (사람들이 움직이는 게) Spring                                                               | KR3 (10 Wo.)KR | Verkäufe: + 691.160                                                 |
| 2017 | Last Goodbye (오랜 날 오랜 밤) Winter                                                                       | KR2 (42 Wo.)KR | Verkäufe: + 1.806.453                                               |
| 2017 | Reality (리얼리티) Winter                                                                                   | KR17 (8 Wo.)KR | Verkäufe: + 293.573                                                 |
| 2017 | Dinosaur a Summer Episode                                                                                   | KR6 (19 Wo.)KR | Verkäufe: + 787.642                                                 |
| 2017 | My Darling a Summer Episode                                                                                 | KR21 (4 Wo.)KR | Verkäufe: + 138.469                                                 |
| 2019 | How Can I Love the Heartbreak, You’re the One I Love (어떻게 이별까지 사랑하겠어, 널 사랑하는 거지) Sailing | KR1 ×3Platin (Downloads) + Dreifachplatin (Streaming) · (… Wo.)KR                                                                              | Erstveröffentlichung: 25. September 2019 Verkäufe: + 2.500.000      |
| 2020 | Happening –                                                                                                 | KR17 (4 Wo.)KR | Erstveröffentlichung: 16. November 2020                             |
| 2021 | Nakka (낙하) (mit IU) Next Episode                                                                          | KR1 Platin (Streaming) · (46 Wo.)KR | Erstveröffentlichung: 26. Juli 2021                                 |
| 2021 | Dissonance (불협화음) Show Me the Money 10 Semi Final                                                       | KR4 (18 Wo.)KR | Erstveröffentlichung: 27. November 2021 Mudd the Student feat. AKMU |
| 2023 | Love Lee Love Episode                                                                                       | KR1 (63 Wo.)KR | Erstveröffentlichung: 14. August 2023                               |
| 2024 | Hero Love Episode                                                                                           | KR67 (3 Wo.)KR | Erstveröffentlichung: 31. Mai 2024                                  |
| Folgende Lieder erschienen nicht als Single, wurden aber durch das Album zum Download und Streaming bereitgestellt und konnten somit eine Platzierung erlangen: | | |                                                                     |
| | | |                                                                     |
| 2012 | Dont Cross Your Legs (다리꼬지마) SBS K-Pop Star Season 2 (다리꼬지마)                                      | KR2 (12 Wo.)KR | Promo-Single Verkäufe: + 1.241.714                                  |
| 2012 | You Are Attractive (매력있어) SBS K-Pop Star Season 2 (매력있어)                                            | KR1 (18 Wo.)KR | Promo-Single Verkäufe: + 1.132.889                                  |
| 2013 | Is It Ramen? (라면인건가) SBS K-Pop Star Season 2 Top 10 Part 1                                             | KR3 (11 Wo.)KR | Promo-Single Verkäufe: + 814.844                                    |
| 2013 | Crescendo (크레셴도) SBS K-Pop Star Season 2 Top 6                                                          | KR1 (16 Wo.)KR | Promo-Single Verkäufe: + 1.272.290                                  |
| 2013 | Love in the Milky Way Cafe SBS K-Pop Star Season 2 Top 4                                                    | KR11 (9 Wo.)KR | Promo-Single Verkäufe: + 510.513                                    |
| 2013 | Foreigner’s Confession (외국인의 고백) SBS K-Pop Star Season 2 Top 3 Part 2                                 | KR1 (12 Wo.)KR | Promo-Single Verkäufe: + 914.179                                    |
| 2013 | Officially Missing You SBS K-Pop Star Season 2 Top 2 Special                                                | KR11 (8 Wo.)KR | Promo-Single Verkäufe: + 507.222                                    |
| 2013 | Bean Ice Flakes With Rice Cake (콩떡빙수) Bean Ice Cake With Rice Cake                                      | KR3 (9 Wo.)KR | Promo-Single Verkäufe: + 758.794                                    |
| 2014 | Artifical Grass (인공잔디) Play                                                                             | KR9 (7 Wo.)KR | Verkäufe: + 409.092                                                 |
| 2014 | On the Subway (지하철에서) Play                                                                             | KR10 (6 Wo.)KR | Verkäufe: + 391.892                                                 |
| 2014 | Little Star (작은별) Play                                                                                   | KR11 (6 Wo.)KR | Verkäufe: + 379.331                                                 |
| 2014 | Don’t Hate Me (안녕) Play                                                                                   | KR12 (5 Wo.)KR | Verkäufe: + 266.829                                                 |
| 2014 | Galaxy Play                                                                                                 | KR14 (6 Wo.)KR | Verkäufe: + 270.002                                                 |
| 2014 | Anyway (길이나) Play                                                                                        | KR16 (6 Wo.)KR | Verkäufe: + 260.570                                                 |
| 2014 | Hair Part (가르마) Play                                                                                     | KR15 (5 Wo.)KR | Verkäufe: + 251.838                                                 |
| 2014 | Idea (소재) Play                                                                                            | KR17 (5 Wo.)KR | Verkäufe: + 235.759+                                                |
| 2016 | Haughty Girl (새삼스럽게 왜) Spring                                                                         | KR6 (6 Wo.)KR | Verkäufe: + 298.615                                                 |
| 2016 | Green Window (초록창가) Spring                                                                              | KR8 (4 Wo.)KR | Verkäufe: + 258.371                                                 |
| 2016 | Every Little Thing (사소한 것에서) Spring                                                                   | KR10 (4 Wo.)KR | Verkäufe: + 237.384                                                 |
| 2016 | Around (주변인) Spring                                                                                      | KR11 (3 Wo.)KR | Verkäufe: + 231.155                                                 |
| 2017 | Will Last Forever (그때 그 아이들은) Winter                                                                 | KR24 (5 Wo.)KR | Verkäufe: + 175.191                                                 |
| 2017 | Way Back Home (집에 돌아오는 길) Winter                                                                     | KR25 (4 Wo.)KR | Verkäufe: + 164.006                                                 |
| 2017 | Play Ugly (못생긴 척) Winter                                                                                | KR27 (3 Wo.)KR | Verkäufe: + 143.068                                                 |
| 2017 | Live (생방송) Winter                                                                                        | KR28 (2 Wo.)KR | Verkäufe: + 130.994                                                 |
| 2017 | Chocolady Winter                                                                                            | KR34 (3 Wo.)KR | Verkäufe: + 129.262                                                 |
| 2017 | You Know Me Winter                                                                                          | KR35 (2 Wo.)KR | Verkäufe: + 109.259                                                 |
| 2017 | The Tree (나무) –                                                                                           | KR61 (1 Wo.)KR | mit Yang Hee-eun Verkäufe: + 28.922                                 |
| 2019 | Moon (달) Sailing                                                                                           | KR17 (11 Wo.)KR | Erstveröffentlichung: 25. September 2019                            |
| 2019 | Freedom Sailing                                                                                             | KR33 (9 Wo.)KR | Erstveröffentlichung: 25. September 2019                            |
| 2019 | Chantey (뱃노래) Sailing                                                                                    | KR31 (9 Wo.)KR | Erstveröffentlichung: 25. September 2019                            |
| 2019 | Fish in the Water (물 만난 물고기) Sailing                                                                  | KR33 (8 Wo.)KR | Erstveröffentlichung: 25. September 2019                            |
| 2019 | Endless Night, Good Night (밤 끝없는 밤) Sailing                                                            | KR37 (9 Wo.)KR | Erstveröffentlichung: 25. September 2019                            |
| 2019 | Should’ve Loved You More (더 사랑해줄걸) Sailing                                                            | KR49 (5 Wo.)KR | Erstveröffentlichung: 25. September 2019                            |
| 2019 | Whale (고래) Sailing                                                                                        | KR53 (6 Wo.)KR | Erstveröffentlichung: 25. September 2019                            |
| 2019 | Let’s Take Time (시간을 갖자) Sailing                                                                       | KR55 (5 Wo.)KR | Erstveröffentlichung: 25. September 2019                            |
| 2019 | Farewell (작별 인사) Sailing                                                                                | KR58 (6 Wo.)KR | Erstveröffentlichung: 25. September 2019                            |
| 2021 | Hey Kid, Close Your Eyes (전쟁터) Next Episode                                                              | KR24 (5 Wo.)KR | Erstveröffentlichung: 26. Juli 2021 mit Lee Sun-hee                 |
| 2021 | Tictoc Tictoc Tictoc (째깍 째깍 째깍) Next Episode                                                          | KR31 (3 Wo.)KR | Erstveröffentlichung: 26. Juli 2021 mit Beenzino                    |
| 2021 | Bench Next Episode                                                                                          | KR36 (2 Wo.)KR | Erstveröffentlichung: 26. Juli 2021 mit Zion.T                      |
| 2021 | Stupid Love Song Next Episode                                                                               | KR40 (2 Wo.)KR | Erstveröffentlichung: 26. Juli 2021 mit Crush                       |
| 2021 | Next Episode (맞짱) Next Episode                                                                            | KR54 (1 Wo.)KR | Erstveröffentlichung: 26. Juli 2021 mit Choi Jung-hoon              |
| 2021 | Everest Next Episode                                                                                        | KR60 (1 Wo.)KR | Erstveröffentlichung: 26. Juli 2021 mit Sam Kim                     |
| 2023 | Fry’s Dream (후라이의 꿈) Love Episode                                                                      | KR3 (42 Wo.)KR | Erstveröffentlichung: 18. August 2023                               |
| 2024 | Long D (롱디) Love Episode                                                                                  | KR125 (1 Wo.)KR | Erstveröffentlichung: 31. Mai 2024                                  |
| 2024 | Peace of Cake (케익의 평화) Love Episode                                                                    | KR175 (1 Wo.)KR | Erstveröffentlichung: 31. Mai 2024                                  |
| 2024 | Answer Me (답답해) Love Episode                                                                             | KR164 (1 Wo.)KR | Erstveröffentlichung: 31. Mai 2024                                  |

### Beiträge für Soundtracks
| Jahr | Titel Album   | Höchstplatzierung, Gesamtwochen, AuszeichnungChartsChartplatzierungen (Jahr, Titel, Album, Platzierungen, Wochen, Auszeichnungen, Anmerkungen) | Anmerkungen                                                    |
| Jahr | Titel Album   | KR | Anmerkungen                                                    |
| ---- | ------------- | --- | -------------------------------------------------------------- |
| 2013 | I Love You –  | KR3 (13 Wo.)KR | All About My Romance (TV-Serie) Verkäufe: + 1.131.136          |
| 2016 | Be With You – | KR20 (3 Wo.)KR | Moon Lovers: Scarlet Heart Ryeo (TV-Serie) Verkäufe: + 146.815 |

## Musikvideos
| Jahr | Titel                                                | Regisseur(e)                      |
| ---- | ---------------------------------------------------- | --------------------------------- |
| 2013 | I Love You                                           | Unbekannt                         |
| 2013 | Bean Ice Flakes with Rice Cake                       | Unbekannt                         |
| 2014 | 200%                                                 | Yongi                             |
| 2014 | Melted                                               | Dee Shin                          |
| 2014 | Give Love                                            | Yongi                             |
| 2016 | Re-Bye                                               | Naive Creative Production         |
| 2016 | How People Move                                      | Beomjin (VM Project Architecture) |
| 2017 | Last Goodbye                                         | Unbekannt                         |
| 2017 | Play Ugly (Lyric Video)                              | Isaac                             |
| 2017 | Dinosaur                                             | Dee Shin                          |
| 2019 | How Can I Love the Heartbreak, You’re the One I Love | Visualfrom                        |
| 2019 | Fish in the Water (Lyric Video)                      | Unbekannt                         |
| 2020 | Happening                                            | Unbekannt                         |
| 2021 | Hey Kid, Close Your Eyes                             | Hobin                             |
| 2021 | Nakka                                                | Hobin                             |
| 2021 | Stupid Love Song                                     | Tezo Don Lee                      |
| 2021 | Tictoc Tictoc Tictoc                                 | Hobin                             |
| 2021 | Bench                                                | Hobin                             |
| 2021 | Next Episode                                         | Hobin                             |
| 2021 | Everest                                              | Hobin                             |
| 2023 | Love Lee                                             | Kim In-tae                        |
| 2023 | Fry’s Dream (Lyric Video)                            | Unbekannt                         |
| 2024 | Hero                                                 | Kim In-tae                        |

## Statistik

### Chartauswertung
|                     | KR    |
| ------------------- | ----- |
| Nummer-eins-Alben   | KR1KR |
| Top-10-Alben        | KR5KR |
| Alben in den Charts | KR6KR |

|                       | KR     |
| --------------------- | ------ |
| Nummer-eins-Singles   | KR9KR  |
| Top-10-Singles        | KR25KR |
| Singles in den Charts | KR64KR |

### Auszeichnungen für Musikverkäufe
Anmerkung: Auszeichnungen in Ländern aus den Charttabellen bzw. Chartboxen sind in ebendiesen zu finden.
| Land/RegionAuszeichnungen für Musikverkäufe (Land/Region, Auszeichnungen, Verkäufe, Quellen) | Gold | Platin     | Verkäufe  | Quellen        |
| -------------------------------------------------------------------------------------------- | ---- | ---------- | --------- | -------------- |
| Südkorea (KMCA)                                                                              | —    | 5× Platin5 | 2.500.000 | circlechart.kr |
| Insgesamt                                                                                    | —    | 5× Platin5 |           |                |